# Gesvres-le-Chapitre
Gesvres-le-Chapitre és un municipi francès, situat al departament de Sena i Marne i a la regió de Illa de França. L'any 2007 tenia 161 habitants.
Forma part del cantó de Claye-Souilly, del districte de Meaux i de la Comunitat d'aglomeració del Pays de Meaux.

## Demografia

### Població
El 2007 la població de fet de Gesvres-le-Chapitre era de 161 persones. Hi havia 44 famílies, de les quals 4 eren unipersonals (4 homes vivint sols), 8 parelles sense fills, 28 parelles amb fills i 4 famílies monoparentals amb fills.
La població ha evolucionat segons el següent gràfic:
Habitants censats

### Habitatges
Tots els 46 habitatges que hi havia el 2007 eren l'habitatge principal de la família. Tots els 46 habitatges eren cases. Dels 46 habitatges principals, 40 estaven ocupats pels seus propietaris, 5 estaven llogats i ocupats pels llogaters i 1 estava cedit a títol gratuït; 1 tenia dues cambres, 3 en tenien tres, 12 en tenien quatre i 31 en tenien cinc o més. 41 habitatges disposaven pel capbaix d'una plaça de pàrquing. A 14 habitatges hi havia un automòbil i a 31 n'hi havia dos o més.

### Piràmide de població
La piràmide de població per edats i sexe el 2009 era:
| Homes | Edats   | Dones |
| ----- | ------- | ----- |
| 0     | 95 o +  | 0     |
| 0     | 90 a 94 | 0     |
| 0     | 85 a 89 | 4     |
| 0     | 80 a 84 | 0     |
| 0     | 75 a 79 | 0     |
| 0     | 70 a 74 | 4     |
| 0     | 65 a 69 | 0     |
| 4     | 60 a 64 | 0     |
| 4     | 55 a 59 | 4     |
| 4     | 50 a 54 | 4     |
| 4     | 45 a 49 | 4     |
| 4     | 40 a 44 | 0     |
| 4     | 35 a 39 | 4     |
| 12    | 30 a 34 | 12    |
| 8     | 25 a 29 | 8     |
| 0     | 20 a 24 | 0     |
| 4     | 15 a 19 | 4     |
| 8     | 10 a 14 | 0     |
| 8     | 5 a 9   | 0     |
| 8     | 0 a 4   | 8     |

## Economia
El 2007 la població en edat de treballar era de 101 persones, 79 eren actives i 22 eren inactives. De les 79 persones actives 72 estaven ocupades (40 homes i 32 dones) i 7 estaven aturades (3 homes i 4 dones). De les 22 persones inactives 5 estaven jubilades, 12 estaven estudiant i 5 estaven classificades com a «altres inactius».
Activitats econòmiques
Dels 4 establiments que hi havia el 2007, 1 era d'una empresa de fabricació de material elèctric i 3 d'empreses de construcció.
Dels 3 establiments de servei als particulars que hi havia el 2009, 1 era un paleta, 1 fusteria i 1 lampisteria.

## Poblacions més properes
El següent diagrama mostra les poblacions més properes.